# Magda Werder
Maria Magdalena Elisabeth Werder (genannt Magda Werder, * 9. Januar 1900 in St. Gallen; † 31. Mai 1984 ebendort) war eine Schweizer Zeichenlehrerin und Künstlerin. Die Zeichnerin, Malerin, Druckgrafikerin und Buchillustratorin war außerdem in wichtigen Funktionen vom Puppenbau bis zur Regie für das spätere Figurentheater St. Gallen tätig und Präsidentin der Redaktionskommission einer pädagogischen Zeitschrift.

## Leben
Magda Werder wurde als Tochter des Professors für Sprachen an der Handelshochschule St. Gallen Gustav Werder (1865–1937) geboren. Ihr jüngerer Bruder war der Arzt Hermann Werder (1901–1984). Nach dem Besuch der Kantonsschule in St. Gallen absolvierte Werder die Sekundarlehreramtschule. Daneben studierte sie zwei Semester an der staatlichen Hochschule für bildende Kunst in Weimar und erhielt anschliessend weitere künstlerische Ausbildung an der Gewerbeschule St. Gallen. Von 1925 bis 1960 unterrichtete Werder Zeichenunterricht an der Mädchensekundar- und Töchterschule Talhof St. Gallen und von 1928 bis 1966 ebenso am Kindergärtnerinnenseminar.
Als Zeichenlehrerin organisierte Werder Ausstellungen ihrer Schülerinnen und veranlasste einen Bestand beim Pestalozzianum Internationalen Institut für das Studium der Jugendzeichnung von Zeichnungen aus ihrem Unterricht an der Mädchensekundar- und Töchterschule in St. Gallen. Die Arbeiten von Schülerinnen im Alter von 12 bis 17 Jahren sind überwiegend datiert und zwischen 1940 und 1956 entstanden.
1966 wurde Magda Werder von Susanne Steiner-Rost für den Kulturpreis der Stadt St. Gallen vorgeschlagen, da sie es „als Lehrerin am Talhof verstanden (habe), das Kunstverständnis ihrer Schülerinnen zu wecken“ und daraufhin anlässlich ihres sechsundsechzigsten Geburtstages vom Stadtrat geehrt.

## Werk
Magda Werder arbeitete nebenbei als Kunstmalerin, Grafikerin und Illustratorin – auch für zahlreiche Buchpublikationen. Ihre erste Veröffentlichung Das ABC als Früchtekranz vermisst noch seinen Farbenglanz: Mach deinen Pinsel flugs bereit und male ihm das Sonntagskleid. Kinder-Kurzweil-Futter ersonnen und ausgesponnen von Magda Werder und Lydia Kutter (1933) wurde noch fünfzig Jahre später neu aufgelegt. Eine frühe Ausstellung ihrer Werke erfuhr sie 1935 gemeinsam mit Oskar Dickmann und Helen Labhardt im Kunstmuseum St. Gallen.
Laut Theaterlexikon der Schweiz gehörte Werder überdies zu den wichtigen Mitarbeitenden der ersten Jahre des St. Galler Puppentheaters, für das sie Textbearbeitungen, Regie, Bühnenbild- und Puppengestaltung übernahm – beispielsweise 1957 für Wilhelm Hauffs Kalif Storch – und auch eigene Stücke wie Wasserkönigin Lilofee (1962) auf die Bühne brachte. Bereits 1932 hatte die Künstlerin gemeinsam mit Ida Weber ein „kleines Unterhaltungsspiel“ mit dem Titel Das Raritätenkabinett der Zukunft für den Ausklang der 5. Hauptversammlung der freisinnig-demokratischen Frauengruppe St. Gallen – der ersten freisinnigen Frauengruppe der Schweiz überhaupt – ausgearbeitet.
Über zwei Jahrzehnte war Werder zudem Mitglied und Präsidentin der Redaktionskommission der Schweizerischen Lehrerinnen-Zeitung, für die sie bis ins hohe Alter gleichfalls Beiträge verfasste und bisweilen auch Titelillustrationen beisteuerte. 
1980 fand unter dem Patronat der Gesellschaft Schweizerischer Maler und Bildhauer und des Kunstvereins St. Gallen unter dem Titel Magda Werder: Rückblick und Umschau eine umfassende Werkschau Werders im Waaghaus St. Gallen statt, in der sowohl Zeichnungen, Aquarelle, Holzschnitte als auch Marionetten der achtzigjährigen Künstlerin ausgestellt wurden.
Swisscollections bewahrt aus ihrem Nachlass 30 Holz- und 10 Linoleum-Druckstöcke aus den 1930er bis 1980er Jahren. Eigentümer ist Swisscovery.

## Ausstellungen (Auswahl)
- 1935: Oskar Dickmann, Helen Labhardt, Magda Werder (Kunstmuseum St. Gallen)[15]
- 1980: Magda Werder: Rückblick und Umschau (Kunst im Waaghaus)[16]

## Buchveröffentlichungen

### Als Autorin und Illustratorin
- Das ABC als Früchtekranz vermisst noch seinen Farbenglanz: Mach deinen Pinsel flugs bereit und male ihm das Sonntagskleid. Kinder-Kurzweil-Futter ersonnen und ausgesponnen von Magda Werder und Lydia Kutter. 1933.
- Leu, bist du treu? Aus dem Leben eines Hündchens. Text: Gertrud Schorno. 1940.

### Als Illustratorin
- Frieda Hartmann-Scherrer: Mein Bruder Rosemann: Jugenderinnerungen an das Toggenburg. 1966.
- Irma Dorizzi: Die Pyramide des Zauberers. 1972.
- Irma Dorizzi: Die Mondsilbersteine der Fedacla. 1973.
- Irma Dorizzi: E Hampfle Spröch. 1980.
- Irma Dorizzi: Träumender Garten: Blumen- und Gartenlieder. 1982.

## Dramatische Werke (Auswahl)

### Theater
- Das Raritätenkabinett der Zukunft. 1932.

### Puppentheater
- Kalif Storch. Nach Wilhelm Hauff. 1957.
- Der gestiefelte Kater. Nach Perrault.
- Die sieben Raben.
- Hänsel und Gretel.
- Das Sonnenschloss.
- Wasserkönigin Lilofee. 1962.
- Aschenbrödel.[17]